# جولین اندرسون (بازیکن بسکتبال)
جولین اندرسون (انگلیسی: Jolene Anderson؛ زادهٔ ۲۲ ژوئیهٔ ۱۹۸۶) بازیکن بسکتبال اهل ایالات متحده آمریکا است.